# Castro (Lecce)
Castro is een gemeente in de Italiaanse provincie Lecce (regio Apulië) en telt 2483 inwoners (31-12-2011). De oppervlakte bedraagt 4,4 km², de bevolkingsdichtheid is 578 inwoners per km².
De antieke naam is Castrum Minerva. In de Griekse tijd stond hier een tempel van Athena, die door de Romeinen later Minerva werd genoemd. Van haar is in 2015 door archeologen een beeld gevonden uit de 4e eeuw v.Chr.

## Demografie
Castro telt ongeveer 933 huishoudens. Het aantal inwoners steeg in de periode 1991-2001 met 5,6% volgens cijfers uit de tienjaarlijkse volkstellingen van ISTAT.
| Jaar | Inwoneraantal |
| ---- | ------------- |
| 1991 | 2421          |
| 2001 | 2557          |
| 2011 | 2483          |

## Geografie
Castro grenst aan de volgende gemeenten: Diso, Ortelle, Santa Cesarea Terme.